# The Big Mash Up
Albums de Scooter
Under the Radar Over the Top
(2009) Music for a Big Night Out
(2012)
Singles
1. The Only One
Sortie : 20 mai, 2011
2. David Doesn't Eat
Sortie : 14 octobre 2011
3. C'est Bleu
Sortie : 2 décembre 2011
4. It's a Biz (Ain't Nobody)
Sortie : 23 mars 2012

The Big Mash Up est le quinzième album studio du groupe Scooter, commercialisé le 14 octobre 2011. Le premier single The Only One est publié le 20 mai 2011. Le deuxième single, David Doesn't Eat, sort en parallèle à l'album. Le troisième single C'est Bleu en featuring avec Vicky Leandros est commercialisé le 2 décembre 2011. Le 23 mars 2012, une nouvelle version de It's a Biz (Ain't Nobody) est sorti comme quatrième single.

## Liste des titres

### CD1
| No  | Titre                             | Durée |
| --- | --------------------------------- | ----- |
| 1.  | C.I.F.L.                          | 0:49  |
| 2.  | David Doesn't Eat                 | 3:38  |
| 3.  | Dreams                            | 3:12  |
| 4.  | Beyond the Invisible              | 3:35  |
| 5.  | Sugary Dip                        | 3:26  |
| 6.  | It's a Biz (Ain't Nobody)         | 4:46  |
| 7.  | C'est Bleu (feat. Vicky Leandros) | 4:11  |
| 8.  | 8:15 to Nowhere                   | 4:50  |
| 9.  | Close Your Eyes                   | 3:26  |
| 10. | The Only One                      | 3:33  |
| 11. | Sex and Drugs and Rock 'n' Roll   | 3:35  |
| 12. | Copyright                         | 3:30  |
| 13. | Bang Bang Club                    | 4:02  |
| 14. | Summer Dream                      | 3:21  |
| 15. | Mashuaia                          | 6:05  |
| 16. | Friends Turbo                     | 3:19  |

### CD2
| No | Titre                                              | Durée   |
| -- | -------------------------------------------------- | ------- |
| 1. | Suck My Megamix - The Longest Scooter in the World | 1:19:57 |

## Classements
| Classements (2011)           | Meilleure position |
| ---------------------------- | ------------------ |
| Autriche (Ö3 Austria Top 40) | 30                 |
| Tchéquie (IFPI)              | 26                 |
| Allemagne (Media Control AG) | 15                 |
| Hongrie (Mahasz)             | 39                 |
| Russie (2M)                  | 19                 |
| Suisse (Schweizer Hitparade) | 47                 |